# John Charteris
John Charteris, né le 8 janvier 1877 à Glasgow et mort le 4 février 1946 à Thorpe (en), est un officier de l'armée britannique.
Pendant la Première Guerre mondiale, de 1915 à 1918, il a été chef du renseignement au quartier général du corps expéditionnaire britannique. Plus tard, il est député du Parti unioniste (MP) pour le Dumfriesshire.

## Biographie

### Jeunesse
John Charteris naît le 8 janvier 1877, probablement à Glasgow, fils de Matthew Charteris (1840–1897), professeur Regius de Materia Medica à l'université de Glasgow et d'Elizabeth Gilchrist, née Greer.
John Charteris reçoit sa première éducation formelle à l'Académie Kelvinside de 1886 à 1891, puis passe un an à étudier les mathématiques et la physique à l'université de Göttingen en Allemagne. Il parlait couramment les langues française et allemande.

### Début de la carrière militaire
John Charteris entre à l'Académie royale militaire de Woolwich en décembre 1893 et, après avoir obtenu son diplôme, reçut une commission dans les Royal Engineers en mars 1896 et fut envoyé en Asie, où il rejoignit l'armée impériale indienne britannique. Il est entré au Staff College de Quetta en 1907 et a été le meilleur diplômé de son année en 1909. Le major-général Douglas Haig, alors chef d'état-major de l'Inde, devient son patron.
John Charteris était capitaine d'état-major au QG indien de 1909 à 1910, puis de 1910 à 1912 était GSO2 dans la section des opérations de l'état-major indien. Lorsque Haig a été nommé au commandement du corps à Aldershot en 1912, en tant que secrétaire militaire adjoint, le capitaine Charteris était l'un des officiers de confiance qui a trouvé une place dans sa suite,.

### Première Guerre mondiale
En août 1914, au déclenchement de la Première Guerre mondiale, alors qu'il était encore au grade d'officier subalterne de capitaine, John Charteris est nommé aide de camp de Haig, qu'il accompagna en France avec le Corps expéditionnaire britannique (British expeditionary Force, BeF). en septembre 1914, Haig lui ordonna d'établir un bureau de renseignement au quartier général du 1er Corps, le commandement de Haig, dans le but de fournir des informations opérationnelles sur les activités de l'armée impériale allemande. Bien qu'il parle couramment le français et l'allemand, Charteris n'avait aucune expérience ni formation formelle dans le domaine du renseignement. Il est resté dans la suite de Haig engagé dans ce travail lorsque le 1er corps a été agrandi et converti en première armée du BeF en décembre 1914, puis au quartier général du BeF, lorsque Haig a été nommé commandant en chef en décembre 1915, où Charteris était promu par Haig au grade de général de brigade en 1915 à l'âge de 38 ans. Haig lui a également décerné l'Ordre du service distingué pour son travail au sein de son état-major en 1915.
John Charteris était impétueux, désordonné et aimait commencer la journée avec un cognac et un soda. Il était une sorte de bouffon agréé (connu sous le nom de « The Principal Boy » en raison de sa promotion rapide) au milieu du cercle restreint de Haig. De l'avis de Walter Reid, il apparaît comme sympathique et capable dans ses propres écrits, y compris ses lettres à sa femme beaucoup plus jeune Noel (le « Douglas » fréquemment mentionné dans ses lettres est leur fils en bas âge. John Charteris est cité par le Quote Investigator comme la source du dicton « Le renseignement militaire est une contradiction dans les termes », dans At G.H.Q., ses mémoires de 1931).
L'aumônier de Haig, George S. Duncan, a commenté plus tard comment « la vitalité et l'exubérance bruyante » de Charteris le rendaient impopulaire. Lord Derby, alors secrétaire d'État à la guerre, a commencé à avoir des doutes sur Charteris dans le rôle de chef du renseignement du BeF après un incident en février 1917 lorsqu'il n'a pas censuré une interview donnée par Haig à des journalistes français.
John Charteris a parfois été décrit comme le « conseiller maléfique » de Haig, et a été blâmé par certains historiens pour les erreurs de Haig, avec l'accusation qu'il avait une propension dans les briefings de renseignement à fournir des évaluations de la situation allemande qui donnaient à Haig ce qu'il voulait entendre. Il a produit des rapports sur le mauvais moral des Allemands sur la base d'entretiens avec des prisonniers et sur les pénuries de main-d'œuvre allemande sur la base d'une analyse statistique de leurs livrets de paie, qui donnaient l'âge et l'année d'appel d'un soldat allemand. Ces rapports ont eu une influence sur les décisions de Haig concernant la conduite des campagnes militaires et ont été de plus en plus critiqués par le major-général Macdonogh, conseiller en renseignement au War Office. Haig l'a gardé après que ses insuffisances aient été révélées.
Cependant, l'historien John Bourne a déclaré que John Charteris était méthodique et travailleur. Herbert Lawrence, qui devint brièvement chef du renseignement du BeF au début de 1918, témoigna de l'efficacité de l'organisation dont il avait hérité de John Charteris lorsqu'il le remplaça après son limogeage. Bourne soutient que bien que John Charteris se soit trompé sur les questions plus larges du moral et de la main-d'œuvre allemandes, il était efficace pour prédire les déploiements de troupes ennemies, les plans immédiats et les changements tactiques. De l'avis de Bourne, il n'était pas le « génie maléfique » de Haig, mais partageait plutôt l'optimisme inné de Haig et n'a rien fait pour le saper.
Une enquête officielle a blâmé les échecs du renseignement du département de John Charteris pour la quasi-débâcle de la bataille de Cambrai, où une contre-attaque allemande avait repris presque tous les gains britanniques. À la fin de 1917, Charteris était connu sous le nom de « U-boat ». En janvier 1918, le brigadier-général Edgar William Cox est rappelé en France pour remplacer Charteris. Les derniers rapports de renseignement de John Charteris prédisaient correctement une offensive allemande au printemps 1918. John Charteris a été muté au poste de directeur adjoint des transports au Grand Quartier général (GHQ).

### Propagande
John Charteris a également été associé à certains succès alliés notables de propagande et de désinformation, tels que le « canular principal » de la Première Guerre mondiale, étant l'histoire de l'existence d'une usine de cadavres allemande Kadaververwertungsanstalt, dans laquelle les Allemands auraient transformé leurs propres soldats morts en graisses. Cette histoire a été diffusée dans plusieurs journaux britanniques et internationaux en 1917. Après la guerre, John Charteris aurait affirmé dans un discours public qu'il l'avait inventé lorsqu'il avait délibérément inversé les légendes de deux photos de guerre allemandes : une image montrait des soldats tués au combat emmenés pour être enterrés, tandis que l'autre montrait des carcasses de chevaux livrées à une usine de transformation derrière les lignes allemandes. Un de ses subordonnés a créé un faux journal décrivant l'utilisation de l'usine. Cela devait être planté sur le cadavre d'un soldat allemand, pour être "trouvé" comme preuve de l'histoire, mais ce plan a finalement été abandonné. Les commentaires de John Charteris ont provoqué un tollé médiatique. Phillip Knightley dit que toutes les preuves suggèrent que l'histoire trouve son origine dans des articles de journaux sur une véritable usine d'équarrissage de cadavres d'animaux. John Charteris a peut-être concocté l'affirmation selon laquelle il a inventé cette histoire afin d'impressionner son public, sans se rendre compte qu'un journaliste était présent. Randal Marlin a écrit que l'affirmation de Charteris d'avoir inventé l'histoire est "manifestement fausse" dans un certain nombre de détails. Cependant, il est possible qu'un faux journal ait été créé mais jamais utilisé. Néanmoins, ce faux journal, qui, selon Charteris, existait toujours lorsqu'il a fait les commentaires, n'a jamais été retrouvé. En fait, les commentaires de John Charteris ont plus tard donné à Adolf Hitler des munitions rhétoriques pour dépeindre les Britanniques comme des menteurs.

### Carrière militaire d'après-guerre
John Charteris a reçu le CMG (ordre de Saint-Michel et Saint-George) en 1919. Il a servi comme directeur des mouvements et du cantonnement en Inde de 1920 à 1921, puis comme adjudant adjoint et quartier-maître général du commandement oriental de 1921 à 1922.

### Carrière politique
John Charteris quitte l'armée en 1922. De 1924 à 1929, il fut député britannique du parti unioniste pour le Dumfriesshire. Ses domaines d'intérêt politique étaient l'agriculture et le bien-être des anciens combattants britanniques.

### Décès
John Charteris meurt le 4 février 1946, à l'âge de 69 ans, à son domicile, « Bourne House », dans le village de Thorpe, dans le comté de Surrey. Son corps est enterré dans le cimetière de Tinwald Kirk (église), à Dumfries and Galloway, qui affiche également un vitrail commémoratif à sa mémoire,,.

## Liens familiaux
John Charteris est issu d'une famille universitaire distinguée. Son oncle est Archibald Hamilton Charteris (1835-1908), professeur de critique libérale à l'université d'Édimbourg et modérateur de l'Assemblée générale de l'Église d'Écosse (1892).
Son frère aîné, également appelé Archibald Hamilton Charteris (1874-1940), est professeur de droit international à l'université de Sydney.
Un autre frère, Francis James Charteris, est professeur de matière médicale à l'université de St Andrews.
Ces deux frères sont soupçonnés du meurtre de Mlle Marion Gilchrist en 1908.

## Ouvrages
John Charteris a publié trois livres dans ses dernières années concernant son service militaire, Field Marshal earl Haig (1929), At GHQ (1931) et Haig (1933), qui est une version condensée de sa biographie de 1929. Ses écrits sont considérés comme controversés. Il n'avait pas tenu de journal à l'époque, donc At GHQ se compose de papiers, de notes et de lettres de l'époque réécrites sous forme de journal. Il a avoué avoir parfois amplifié de mémoire, mais dans l'ensemble, le journal reconstruit est cohérent avec les archives qu'il gardait à l'époque, par exemple son entrée pour le First day on the Somme (premier jour de la Somme) qui, selon lui, « n'était pas une tentative de gagner la guerre à un coup », et que « des semaines de durs combats » nous attendaient.
At GHQ contient également une lettre de Charteris datée du 5 septembre 1914, notant que « l'histoire des Anges de Mons [est] en train de se développer dans le 2e Corps ». S'il est authentique, il s'agit peut-être du premier récit de la rumeur, antérieur à The Bowmen d'Arthur Machen - largement considéré comme la source de la légende des Anges de Mons. Cependant, l'examen des lettres originales de Charteris montre que ces entrées et/ou dates ont été falsifiées, conduisant David Clarke, entre autres, à suggérer que Charteris utilisait la rumeur des Anges à des fins de propagande.

### Traductions
- John Charteris (trad. de l'anglais par Miriam Dou-Desportes, Paul Dou, préf. Marie-Eugène Debeney), Le Maréchal Haig [« Field Marshal Earl Haig »], Paris, Payot, 1930, 452 p.. Comprend 23 cartes et cinq photographies.

## Sources
- Colin Matthew, Dictionary of National Biography, vol. 11, Oxford, Oxford University Press, 2004 (ISBN 978-0198614111).  essai sur Charteris écrit par John Bourne.
- AIM25: Liddell Hart Centre for Military Archives, King's College London: CHARTERIS, Brig Gen John (1877-1946) « https://web.archive.org/web/20070307055340/http://www.aim25.ac.uk/cgi-bin/search2?coll_id=368&inst_id=21 »(Archive.org • Wikiwix • Archive.is • Google • Que faire ?), 7 mars 2007 at www.aim25.ac.uk
- Walter Reid, Architect of Victory: Douglas Haig, Birlinn Ltd, Edinburgh, 2006 (ISBN 1-84158-517-3).